# Fußball-Weltmeisterschaft 2010/Australien
Dieser Artikel behandelt die australische Fußballnationalmannschaft bei der Fußball-Weltmeisterschaft 2010.

## Qualifikation
Nachdem Australien mit Jahresende 2005 aus dem ozeanischen Fußballverband austrat, qualifizierte sich die Mannschaft erstmals über die Qualifikationsspiele der AFC, der Qualifikationsspiele des asiatischen Fußballverbandes, für die Weltmeisterschaft in Südafrika.
Aufgrund eines Freiloses über die ersten beiden Runden stieß Australien erst ab der dritten Quali-Runde in den laufenden Bewerb hinzu. Dabei setzte sich die Mannschaft in der Gruppe 1 gegen Katar, den Irak und China durch und stieg zusammen mit dem Gruppenzweiten Katar in die nächste Runde auf.
In der vierten Runde wurde abermals in Gruppen gespielt, jedoch wurden die Mannschaften in nur zwei Gruppen zu je fünf Teams aufgeteilt. Wie schon zuvor war Australien ein weiteres Mal in der ersten Gruppe vertreten und setzte sich dort klar gegen Japan, Bahrain, Katar und Usbekistan durch. Nach acht absolvierten Spielen konnte Australien sechs Siege und zwei Remis verzeichnen und qualifizierte sich zusammen mit dem Gruppenzweiten Japan für die Weltmeisterschaft.

### Dritte Runde
6. Februar 2008:
Australien – Katar 3:0 (3:0)
26. März 2008:
China – Australien 0:0
1. Juni 2008:
Australien – Irak 1:0 (0:0)
7. Juni 2008:
Irak – Australien 1:0 (1:0)
14. Juni 2008:
Katar – Australien 1:3 (0:1)
22. Juni 2008:
China – Australien 0:1 (0:0)

### Vierte Runde
10. September 2008:
Usbekistan – Australien 0:1 (0:1)
15. Oktober 2008:
Australien – Katar 4:0 (2:0)
19. November 2008:
Bahrain – Australien 0:1 (0:0)
11. Februar 2009:
Japan – Australien 0:0
1. April 2009:
Australien – Usbekistan 2:0 (0:0)
6. Juni 2009:
Katar – Australien 0:0
10. Juni 2009:
Australien – Bahrain 2:0 (0:0)
17. Juni 2009:
Australien – Japan 2:1 (0:1)

## Australisches Aufgebot
Nationaltrainer Pim Verbeek nominierte ursprünglich 31 Spieler, neben den 30 auf der provisorischen Meldeliste stehenden Akteure gehörte auch Eugene Galekovic als Reservekeeper zum Trainingsaufgebot. Einen Tag nach dem Testspiel gegen Neuseeland strich Verbeek am 25. Mai mit Scott McDonald, Nick Carle und Jade North drei Spieler, das restliche 28 Spieler umfassende Aufgebot flog zur Vorbereitung nach Südafrika.
Als letztes der 32 teilnehmenden Teams gab Australien am 2. Juni das endgültige Aufgebot bekannt, neben Galekovic wurden die Perspektivspieler James Holland und Tommy Oar, denen Verbeek nur Außenseiterchancen eingeräumt hatte, sowie Shane Lowry und verletzungsbedingt Rhys Williams nicht in das Endrundenaufgebot berufen. Während Williams zur weiteren Behandlung umgehend zu seinem Klub nach England zurückkehrte, verblieben die restlichen vier Spieler bis zum Turnierauftakt mit der Nationalelf. Am 6. Juni reiste Ersatztorhüter Brad Jones aus Südafrika ab und sagte seine Turnierteilnahme kurze Zeit später ab, nachdem eine Krebserkrankung seines Sohnes bekannt geworden war. Nach einer Sondergenehmigung der FIFA wurde für ihn Galekovic in den Kader berufen.
| Nr.               | Name               | Verein vor WM-Beginn      | Geburtstag | Spiele   | Tore     |          |          |          |          |
| Torhüter          | Torhüter           | Torhüter                  | Torhüter   | Torhüter | Torhüter | Torhüter | Torhüter | Torhüter | Torhüter |
| ----------------- | ------------------ | ------------------------- | ---------- | -------- | -------- | -------- | -------- | -------- | -------- |
| 1                 | Mark Schwarzer     | FC Fulham                 | 06.10.1972 | 3        | 0        | 0        | 0        | 0        |          |
| 12                | Adam Federici      | FC Reading                | 31.01.1985 | 0        | 0        | 0        | 0        | 0        |          |
| 18                | Eugene Galekovic   | Adelaide United           | 12.06.1981 | 0        | 0        | 0        | 0        | 0        |          |
| Abwehrspieler     |                    |                           |            |          |          |          |          |          |          |
| 2                 | Lucas Neill        | Galatasaray SK            | 09.03.1978 | 3        | 0        | 1        | 0        | 0        |          |
| 3                 | Craig Moore        | Vereinslos                | 12.12.1975 | 2        | 0        | 2        | 0        | 0        |          |
| 6                 | Michael Beauchamp  | al-Jazira Club            | 08.03.1981 | 1        | 0        | 1        | 0        | 0        |          |
| 8                 | Luke Wilkshire     | FK Dynamo Moskau          | 02.10.1981 | 3        | 0        | 1        | 0        | 0        |          |
| 11                | Scott Chipperfield | FC Basel                  | 30.12.1975 | 3        | 0        | 0        | 0        | 0        |          |
| 20                | Mark Milligan      | JEF United Ichihara Chiba | 04.08.1985 | 0        | 0        | 0        | 0        | 0        |          |
| 21                | David Carney       | FC Twente Enschede        | 30.11.1983 | 2        | 0        | 0        | 0        | 0        |          |
| Mittelfeldspieler |                    |                           |            |          |          |          |          |          |          |
| 4                 | Tim Cahill         | FC Everton                | 06.12.1979 | 2        | 1        | 0        | 0        | 1        |          |
| 5                 | Jason Culina       | Gold Coast United         | 05.08.1980 | 3        | 0        | 0        | 0        | 0        |          |
| 7                 | Brett Emerton      | Blackburn Rovers          | 22.02.1979 | 3        | 0        | 1        | 0        | 0        |          |
| 10                | Harry Kewell       | Galatasaray SK            | 22.09.1978 | 1        | 0        | 0        | 0        | 1        |          |
| 13                | Vince Grella       | Blackburn Rovers          | 05.05.1979 | 1        | 0        | 0        | 0        | 0        |          |
| 14                | Brett Holman       | AZ Alkmaar                | 27.03.1984 | 3        | 2        | 0        | 0        | 0        |          |
| 15                | Mile Jedinak       | Antalyaspor               | 03.08.1984 | 1        | 0        | 0        | 0        | 0        |          |
| 16                | Carl Valeri        | US Sassuolo Calcio        | 14.08.1984 | 3        | 0        | 1        | 0        | 0        |          |
| 22                | Dario Vidosic      | MSV Duisburg              | 08.04.1987 | 0        | 0        | 0        | 0        | 0        |          |
| 23                | Mark Bresciano     | US Palermo                | 11.02.1980 | 2        | 0        | 0        | 0        | 0        |          |
| Stürmer           |                    |                           |            |          |          |          |          |          |          |
| 9                 | Joshua Kennedy     | Nagoya Grampus            | 20.08.1982 | 2        | 0        | 0        | 0        | 0        |          |
| 17                | Nikita Rukavytsya  | FC Twente Enschede        | 22.06.1987 | 2        | 0        | 0        | 0        | 0        |          |
| 19                | Richard Garcia     | Hull City                 | 04.09.1981 | 2        | 0        | 0        | 0        | 0        |          |
| Trainer           |                    |                           |            |          |          |          |          |          |          |
|                   | Pim Verbeek        |                           | 12.03.1956 |          |          |          |          |          |          |

## Vorrunde
| Rang | Land        | Tore | Punkte |
| ---- | ----------- | ---- | ------ |
| 1    | Deutschland | 5:1  | 6      |
| 2    | Ghana       | 2:2  | 4      |
| 3    | Australien  | 3:6  | 4      |
| 4    | Serbien     | 2:3  | 3      |

In der Vorrunde der Weltmeisterschaft 2010 in Südafrika traf die australische Nationalmannschaft in der Gruppe D auf Deutschland, Serbien und Ghana. Die Australier legten bei ihrer zweiten WM-Teilnahme in Folge einen Fehlstart hin. Mit 0:4 gegen Gruppenfavorit Deutschland gab es die zweithöchste Niederlage aller Vorrundenspiele. Zwar zeigte man sich danach gegen Ghana erholt, doch das 1:1-Unentschieden erwies sich letztlich als zu wenig, denn trotz eines Sieges im Abschlussspiel gegen Serbien kam die Mannschaft aufgrund des schlechten Torverhältnisses auf Platz 3 der Tabelle und schied aus.
- Sonntag, 13. Juni 2010; 20:30 Uhr in Durban
 Deutschland –  Australien 4:0 (2:0)

- Samstag, 19. Juni 2010; 16:00 Uhr in Rustenburg
 Ghana –  Australien 1:1 (1:1)

- Mittwoch, 23. Juni 2010; 20:30 Uhr in Nelspruit
 Australien –  Serbien 2:1 (0:0)